# Коэн, Марсель
Марсе́ль Коэ́н (фр. Marcel Cohen; 6 февраля 1884, Париж — 5 ноября 1974, Вирофле, под Версалем) — французский лингвист, профессор. Автор трудов по семитским языкам, истории письменности, по проблемам социолингвистики и общего языкознания.

## Биография
Преподавал в Школе восточных языков и в Высшей практической школе в Париже. Наиболее известны его исследования по эфиосемитским языкам, а также написанные в духе школы Антуана Мейе очерки по социолингвистике, работы по истории французского языка и истории письменности. Совместно с Мейе руководил коллективным изданием «Языки мира» (1924, не завершено).

## Основные работы
- Système verbal sémitique et l’expression du temps. 1924.
- Études d'éthiopien méridional. 1931.
- Traité de langue amharique (Abyssinie). 1936.
- Essai comparatif sur le vocabulaire et la phonétique du chamito-sémitique. 1947.
- Histoire d’une langue, le français. 1950.
- Pour une sociologie du langage. 1956.
- La grande invention de l'écriture et son évolution. 1959; 2005.